# Jean-Pierre Danguillaume
Jean-Pierre Danguillaume (nascido em 25 de maio de 1946) é um ex-ciclista profissional francês, e que esteve ativo entre 1970 e 1978. Danguillaume venceu sete etapas no Tour de France, e competiu na corrida de 100 km contrarrelógio por equipes nos Jogos Olímpicos de Verão de 1968, terminando na décima quinta posição.
Seu irmão, Jean-Louis Danguillaume também foi ciclista profissional.

## Principais resultados
1969
Corrida pela paz
1970
Tour de France:
Vencedor estágio 22
1971
GP Ouest-França
Tour de France:
Vencedor estágio 18
1972
Auzances
Beaulac-Bernos
Meymac
Ploërdut
Roquebrune
Trophée des Grimpeurs
1973
Boulogne-sur-Mer
Circuito de Boulogne
Critérium International
Plancoët
Route Nivernaise
Tour de France:
Vencedor estágio 6
Vailly-sur-Sauldre
1974
Bagneux
La Ferté-Bernard
Lannion
Montceau-les-Mines
Oradour-sur-Glane
Grand Prix du Midi Libre
Tour de France:
Vencedor das fases 17 e 18
Ussel
Pogny
1975
GP de Cannes
Landivisiau
Paris – Bourges
Plaintel
Rochecorbon
Villers-Cotterets
1976
Châteauroux - Classic de l'Indre
Ergué-Gabéric
Quilan
Vendôme
1977
Beaulac-Bernos
Tour de France:
Vencedor das fases 11 e 13B
Saint-Macaire en Mauges
Tour de l'Aude
1978
Ile-sur-Tet
Nogent-sur-Oise